# سارة مردوخ
سارة مردوخ (بالإنجليزية: Sarah Murdoch)‏ (ني أوهير، من مواليد 31 مايو 1972) عارضة أزياء وممثلة ومقدمة تلفزيونية بريطانية المولد.

## نشأتها
نشأت مردوخ في سيدني ، أستراليا، كلية ماكدونالد للفنون الأدائية، حيث درست رقص الباليه.

## حياتها الشخصية
في عام 1999 تزوجت سارة أوهير آنذاك من لاكلان مردوخ، الابن الأكبر لقطب الإعلام الأمريكي الأسترالي المولد روبرت مردوخ، يقيم الزوجان في برينتوود، لوس أنجلوس، كاليفورنيا مع ابنيهما، كالان ألكسندر (مواليد 9 نوفمبر 2004) ، إيدان باتريك (مواليد 6 مايو 2006) وابنتهما، إيرين إليزابيث مردوخ (مواليد 12 أبريل 2010) .

## روابط خارجية
- سارة مردوخ على موقع IMDb (الإنجليزية)
- سارة مردوخ على موقع قاعدة بيانات الفيلم (الإنجليزية)
- سارة مردوخ على موقع دليل عارضات الأزياء (الإنجليزية)
- Australian National Breast Cancer Foundation
- Murdoch Children's Research Institute
- Sarah Murdoch Harper's BAZAAR photo shoot (May 2009)